# 津田信敏
津田 信敏（つだ のぶとし、1910年1月16日 - 1984年1月4日）は、舞踊家。静岡県出身。

## 経歴
青山学院大学英文学科卒業。在学中より児童舞踊から活動を開始。芸術舞踊へ活動の場を広げる。
1935年、モデルネ・タンツ（いわゆるモダンダンス）研究のためドイツ留学。マックス・テルピス舞踊学校やドイツ国立舞踊大学で学んだ。帰国後は津田信敏近代舞踊学校をひらくなどして数々の影響を与えた。
1952年、元藤燁子(1928-2003)と結婚。津田近代舞踊学校（津田・元藤近代舞踊研究所、のちのアスベスト館）を設立した。1962年、津田は、元藤燁子と別れ、アスベスト館を出て、津田信敏舞踊研究所を開設。ここで小林琴美・藤田三恵子・小林美代子・原さなえなどを育てた。1984年病没。
2008年8月10日には、「津田信敏生誕100年CommentsAdd Star」リサイタルが開かれた。（DANCE GROUP 吾〔あ〕第9回公演）出演：小林琴美、藤田三恵子、原さなえ（北沢タウンホール）

## 門下生
- 元藤燁子
- 土方巽
- 若松美黄
- 小林琴美
- 藤田三恵子
- 原さなえ
- 津田郁子